# Première circonscription de la Corse-du-Sud
La première circonscription de la Corse-du-Sud est l'une des 2 circonscriptions législatives françaises que compte le département de la Corse-du-Sud (2A) situé en région Corse. 

## Description géographique et démographique
La première circonscription de la Corse-du-Sud est délimitée par le découpage électoral de la loi n°86-1197 du 24 novembre 1986, elle regroupe les divisions administratives suivantes : Cantons de Ajaccio I, Ajaccio II, Ajaccio III, Ajaccio IV, Ajaccio V, Ajaccio VII, Celavo-Mezzana, Cruzini-Cinarca, Les Deux-Sevi, Les Deux-Sorru.
D'après le recensement général de la population entre 2004 et 2009, réalisé par l'Institut national de la statistique et des études économiques (INSEE), la population totale de cette circonscription est estimée à 88751 habitants,.

## Historique des députations
| Législature | Début de mandat | Fin de mandat  | Député               | Parti politique                    | Observations |
| ----------- | --------------- | -------------- | -------------------- | ---------------------------------- | --- |
| VIIe        | 2 juillet 1981  | 1er avril 1986 | Nicolas Alfonsi      | MRG                                | |
| VIIIe       | 2 avril 1986    | 14 mai 1988    | Aucun                | Aucun                              | Proportionnelle par département, pas de député par circonscription. Mandat écourté à la suite d'une dissolution parlementaire décidée par François Mitterrand. |
| IXe         | 23 juin 1988    | 1er avril 1993 | José Rossi           | UDF-PR                             | Président du Conseil général de la Corse-du-Sud |
| Xe          | 2 avril 1993    | 21 avril 1997  | José Rossi,          | UDF-PR,                            | Mandat écourté à la suite d'une dissolution parlementaire décidée par Jacques Chirac.                                                                          |
| XIe         | 12 juin 1997    | 18 juin 2002   | José Rossi,          | UDF-DL (1997-1998) DL (1998-2002), | Président du Conseil général de la Corse-du-Sud (1985 → 1998) Président de l'Assemblée de Corse (1998 → 2004)                                                  |
| XIIe        | 19 juin 2002    | 19 juin 2007   | Simon Renucci,       | CSD,                               | Maire d'Ajaccio |
| XIIIe       | 20 juin 2007    | 19 juin 2012   | Simon Renucci        | CSD                                | Maire d'Ajaccio |
| XIVe        | 20 juin 2012    | 20 juin 2017   | Laurent Marcangeli   | UMP → LR                           | Maire d'Ajaccio (2014 et 2015 → 2022) |
| XVe         | 21 juin 2017    | 21 juin 2022   | Jean-Jacques Ferrara | LR                                 | Conseiller municipal d'Ajaccio |
| XVIe        | 22 juin 2022    | 9 juin 2024    | Laurent Marcangeli   | HOR-Ensemble                       | Maire d'Ajaccio (2014 et 2015 → 2022) Mandat écourté à la suite d'une dissolution parlementaire décidée par Emmanuel Macron.                                   |

## Historique des élections

### Élections de 1978
| Candidat       | Candidat           | Parti          | Premier tour | Premier tour | Second tour | Second tour |  |
| Candidat       | Candidat           | Parti          | Voix         | %            | Voix        | %           |  |
| -------------- | ------------------ | -------------- | ------------ | ------------ | ----------- | ----------- |  |
|                | Jean Bozzi élu     | RPR            | 12 161       | 29,21        | 22 797      | 51,15       |  |
|                | Nicolas Alfonsi    | MRG            | 11 048       | 26,53        | 21 768      | 48,85       |  |
|                | José Rossi         | UDF (PR)       | 10 317       | 24,78        | Retrait     | Retrait     |  |
|                | Albert Ferracci    | PCF            | 6 160        | 14,79        |             |             |  |
|                | Ange Simongiovanni | CNIP           | 1 663        | 3,99         |             |             |  |
|                | Thérèse Luciani    | Divers         | 284          | 0,68         |             |             |  |
|                |                    |                |              |              |             |             |  |
| Inscrits       | Inscrits           | Inscrits       | 60 192       | 100,00       | 60 188      | 100,00      |  |
| Abstentions    | Abstentions        | Abstentions    | 18 235       | 30,29        | 14 634      | 24,31       |  |
| Votants        | Votants            | Votants        | 41 957       | 69,71        | 45 554      | 75,69       |  |
| Blancs et nuls | Blancs et nuls     | Blancs et nuls | 324          | 0,77         | 989         | 2,17        |  |
| Exprimés       | Exprimés           | Exprimés       | 41 633       | 99,23        | 44 565      | 97,83       |  |

Le suppléant de Jean Bozzi était Marc Marcangeli, conseiller municipal Bonapartiste d'Ajaccio.

### Élections de 1981
| Candidat       | Candidat            | Parti          | Premier tour | Premier tour | Second tour | Second tour |  |
| Candidat       | Candidat            | Parti          | Voix         | %            | Voix        | %           |  |
| -------------- | ------------------- | -------------- | ------------ | ------------ | ----------- | ----------- |  |
|                | José Rossi          | UDF (PR)       | 11 342       | 30,11        | 20 255      | 47,22       |  |
|                | Nicolas Alfonsi élu | MRG            | 10 258       | 27,23        | 22 641      | 52,78       |  |
|                | Jean Bozzi sortant  | RPR (UNM)      | 7 064        | 18,74        |             |             |  |
|                | Albert Ferracci     | PCF            | 4 542        | 12,06        |             |             |  |
|                | Ange Pantaloni      | PS             | 4 459        | 11,84        |             |             |  |
|                |                     |                |              |              |             |             |  |
| Inscrits       | Inscrits            | Inscrits       | 60 216       | 100,00       | 60 219      | 100,00      |  |
| Abstentions    | Abstentions         | Abstentions    | 22 104       | 36,71        | 16 501      | 27,4        |  |
| Votants        | Votants             | Votants        | 38 112       | 63,29        | 43 718      | 72,6        |  |
| Blancs et nuls | Blancs et nuls      | Blancs et nuls | 447          | 1,17         | 822         | 1,88        |  |
| Exprimés       | Exprimés            | Exprimés       | 37 665       | 98,83        | 42 896      | 98,12       |  |

Le Docteur Dominique Colonna, chef du service de cardiologie au Centre Hospitalier d'Ajaccio, conseiller général, était le suppléant de Nicolas Alfonsi.

### Élections de 1988
| Candidat       | Candidat                | Parti                | Premier tour | Premier tour | Second tour | Second tour |  |
| Candidat       | Candidat                | Parti                | Voix         | %            | Voix        | %           |  |
| -------------- | ----------------------- | -------------------- | ------------ | ------------ | ----------- | ----------- |  |
|                | José Rossi élu          | UDF (PR) (URC)       | 12 707       | 48,73        | 16 383      | 58,6        |  |
|                | Nicolas Alfonsi sortant | MRG                  | 7 859        | 30,14        | 11 573      | 41,4        |  |
|                | Pierre Poggioli         | Extrême gauche (ANC) | 2 212        | 8,48         |             |             |  |
|                | Paul-Antoine Luciani    | PCF                  | 1 834        | 7,03         |             |             |  |
|                | Denis Celli             | FN                   | 1 451        | 5,56         |             |             |  |
|                | Michel Bordenave        | Divers droite        | 15           | 0,06         |             |             |  |
|                |                         |                      |              |              |             |             |  |
| Inscrits       | Inscrits                | Inscrits             | 42 315       | 100,00       | 42 371      | 100,00      |  |
| Abstentions    | Abstentions             | Abstentions          | 15 624       | 36,92        | 13 613      | 32,13       |  |
| Votants        | Votants                 | Votants              | 26 691       | 63,08        | 28 758      | 67,87       |  |
| Blancs et nuls | Blancs et nuls          | Blancs et nuls       | 613          | 2,3          | 802         | 2,79        |  |
| Exprimés       | Exprimés                | Exprimés             | 26 078       | 97,7         | 27 956      | 97,21       |  |

Le Docteur Marc Marcangeli, adjoint au maire d'Ajaccio, était suppléant de José Rossi.

### Élections de 1993
| Candidat       | Candidat                 | Parti                | Premier tour | Premier tour | Second tour | Second tour |  |
| Candidat       | Candidat                 | Parti                | Voix         | %            | Voix        | %           |  |
| -------------- | ------------------------ | -------------------- | ------------ | ------------ | ----------- | ----------- |  |
|                | José Rossi sortant réélu | UDF (PR)             | 8 006        | 35,62        | 11 413      | 67,38       |  |
|                | Nicolas Alfonsi          | MRG                  | 3 909        | 17,39        | 5 526       | 32,62       |  |
|                | Alain Orsoni             | Extrême gauche (MPA) | 2 565        | 11,41        |             |             |  |
|                | Ghjuvanni Biancucci      | Régionaliste         | 2 459        | 10,94        |             |             |  |
|                | Paul Borelli             | PCF                  | 1 790        | 7,96         |             |             |  |
|                | Michel Terramorsi        | FN                   | 1 451        | 6,46         |             |             |  |
|                | Jean-François Profizi    | PS (ADFP)            | 943          | 4,2          |             |             |  |
|                | Pierre Poggioli          | Extrême gauche (ANC) | 872          | 3,88         |             |             |  |
|                | Jean Guerini             | Divers               | 479          | 2,13         |             |             |  |
|                |                          |                      |              |              |             |             |  |
| Inscrits       | Inscrits                 | Inscrits             | 35 354       | 100,00       | 35 335      | 100,00      |  |
| Abstentions    | Abstentions              | Abstentions          | 12 064       | 34,12        | 16 173      | 45,77       |  |
| Votants        | Votants                  | Votants              | 23 290       | 65,88        | 19 162      | 54,23       |  |
| Blancs et nuls | Blancs et nuls           | Blancs et nuls       | 816          | 3,5          | 2 223       | 11,6        |  |
| Exprimés       | Exprimés                 | Exprimés             | 22 474       | 96,5         | 16 939      | 88,4        |  |

Marc Marcangeli était suppléant de José Rossi. Marc Marcangeli remplaça José Rossi, nommé membre du gouvernement, du 18 novembre 1994 au 28 juin 1995.

### Élection partielle du 10 septembre 1995
|                | José Rossi sortant réélu | UDF (PR)           | 9 525  | 57,03  |  |  |  |
|                | Paul Borelli             | PCF                | 2 834  | 16,96  |  |  |  |
|                | Marie-Paule Mancini-Neri | RPR                | 2 606  | 15,60  |  |  |  |
|                | Marc Coggia              | Divers droite      | 901    | 5,39   |  |  |  |
|                | François Alfonsi         | Régionaliste (UPC) | 835    | 4,99   |  |  |  |
|                |                          |                    |        |        |  |  |  |
| Inscrits       | Inscrits                 | Inscrits           | 37 908 | 100,00 |  |  |  |
| Abstentions    | Abstentions              | Abstentions        | 20 643 | 54,46  |  |  |  |
| Votants        | Votants                  | Votants            | 17 265 | 45,54  |  |  |  |
| Blancs et nuls | Blancs et nuls           | Blancs et nuls     | 564    | 3,27   |  |  |  |
| Exprimés       | Exprimés                 | Exprimés           | 16 701 | 96,73  |  |  |  |

Marc Marcangeli était suppléant de José Rossi

### Élections de 1997
| Candidat       | Candidat                 | Parti              | Premier tour | Premier tour | Second tour | Second tour |  |
| Candidat       | Candidat                 | Parti              | Voix         | %            | Voix        | %           |  |
| -------------- | ------------------------ | ------------------ | ------------ | ------------ | ----------- | ----------- |  |
|                | José Rossi sortant réélu | UDF (PR)           | 9 394        | 44,85        | 12 509      | 52,19       |  |
|                | Simon Renucci            | CSD (PS)           | 5 259        | 25,11        | 11 461      | 47,81       |  |
|                | Paul-Antoine Luciani     | PCF                | 2 728        | 13,02        |             |             |  |
|                | Louis Deluca             | FN                 | 1 896        | 9,05         |             |             |  |
|                | François Alfonsi         | Régionaliste (UPC) | 789          | 3,77         |             |             |  |
|                | François Buteau          | Les Verts          | 586          | 2,8          |             |             |  |
|                | Sandra Petrou            | GÉ                 | 293          | 1,4          |             |             |  |
|                |                          |                    |              |              |             |             |  |
| Inscrits       | Inscrits                 | Inscrits           | 37 090       | 100,00       | 37 072      | 100,00      |  |
| Abstentions    | Abstentions              | Abstentions        | 15 305       | 41,26        | 12 166      | 32,82       |  |
| Votants        | Votants                  | Votants            | 21 785       | 58,74        | 24 906      | 67,18       |  |
| Blancs et nuls | Blancs et nuls           | Blancs et nuls     | 840          | 3,86         | 936         | 3,76        |  |
| Exprimés       | Exprimés                 | Exprimés           | 20 945       | 96,14        | 23 970      | 96,24       |  |

Marc Marcangeli était suppléant de José Rossi.

### Élections de 2002
| Candidat       | Candidat             | Parti          | Premier tour | Premier tour | Second tour | Second tour |  |
| Candidat       | Candidat             | Parti          | Voix         | %            | Voix        | %           |  |
| -------------- | -------------------- | -------------- | ------------ | ------------ | ----------- | ----------- |  |
|                | Simon Renucci élu    | CSD (PS, PRG)  | 7 800        | 32,51        | 13 915      | 57,07       |  |
|                | José Rossi sortant   | UMP            | 5 835        | 24,32        | 10 469      | 42,93       |  |
|                | Marc Marcangeli      | CCB            | 4 222        | 17,6         |             |             |  |
|                | Paul-Antoine Luciani | PCF            | 1 737        | 7,24         |             |             |  |
|                | Michel Terramorsi    | FN             | 1 650        | 6,88         |             |             |  |
|                | François Alfonsi     | PNC            | 889          | 3,71         |             |             |  |
|                | Jean-Fabrice Laudato | Divers droite  | 586          | 2,44         |             |             |  |
|                | Petru Poggioli       | UPC            | 564          | 2,35         |             |             |  |
|                | Norbert Laredo       | Les Verts      | 358          | 1,49         |             |             |  |
|                | Maidee Santoni       | Régionaliste   | 179          | 0,75         |             |             |  |
|                | Marie Schembri       | MNR            | 100          | 0,42         |             |             |  |
|                | Lucie Antolini       | LO             | 71           | 0,3          |             |             |  |
|                |                      |                |              |              |             |             |  |
| Inscrits       | Inscrits             | Inscrits       | 41 176       | 100,00       | 41 173      | 100,00      |  |
| Abstentions    | Abstentions          | Abstentions    | 16 812       | 40,83        | 15 584      | 37,85       |  |
| Votants        | Votants              | Votants        | 24 364       | 59,17        | 25 589      | 62,15       |  |
| Blancs et nuls | Blancs et nuls       | Blancs et nuls | 373          | 1,53         | 1 205       | 4,71        |  |
| Exprimés       | Exprimés             | Exprimés       | 23 991       | 98,47        | 24 384      | 95,29       |  |

Le suppléant de Simon Renucci était Paul-François Scarbonchi, PRG, maire de Cuttoli-Corticchiato, artisan coutellier.

### Élections de 2007
| Candidat       | Candidat                    | Parti          | Premier tour | Premier tour | Second tour | Second tour |  |
| Candidat       | Candidat                    | Parti          | Voix         | %            | Voix        | %           |  |
| -------------- | --------------------------- | -------------- | ------------ | ------------ | ----------- | ----------- |  |
|                | Philippe Cortey             | UMP            | 8 915        | 34,03        | 13 424      | 45,74       |  |
|                | Simon Renucci sortant réélu | CSD (PS)       | 8 606        | 32,85        | 15 922      | 54,26       |  |
|                | Jacques Billard             | Divers droite  | 2 871        | 10,96        |             |             |  |
|                | Jean-Marie Poli             | Régionaliste   | 2 754        | 10,51        |             |             |  |
|                | Paul-Antoine Luciani        | PCF            | 1 455        | 5,55         |             |             |  |
|                | Olivier Martinelli          | FN             | 1 109        | 4,23         |             |             |  |
|                | Gustave Tallarico           | GÉ             | 414          | 1,58         |             |             |  |
|                | Yves Daïen                  | LO             | 77           | 0,29         |             |             |  |
|                |                             |                |              |              |             |             |  |
| Inscrits       | Inscrits                    | Inscrits       | 44 702       | 100,00       | 44 709      | 100,00      |  |
| Abstentions    | Abstentions                 | Abstentions    | 18 188       | 40,69        | 14 710      | 32,9        |  |
| Votants        | Votants                     | Votants        | 26 514       | 59,31        | 29 999      | 67,1        |  |
| Blancs et nuls | Blancs et nuls              | Blancs et nuls | 313          | 1,18         | 653         | 2,18        |  |
| Exprimés       | Exprimés                    | Exprimés       | 26 201       | 98,82        | 29 346      | 97,82       |  |

### Élections de 2012
| Candidat       | Candidat               | Parti                                  | Premier tour | Premier tour | Second tour | Second tour |  |
| Candidat       | Candidat               | Parti                                  | Voix         | %            | Voix        | %           |  |
| -------------- | ---------------------- | -------------------------------------- | ------------ | ------------ | ----------- | ----------- |  |
|                | Laurent Marcangeli élu | UMP                                    | 8 282        | 30,75        | 14 066      | 50,52       |  |
|                | Simon Renucci sortant  | CSD (PS)                               | 7 914        | 29,39        | 13 779      | 49,48       |  |
|                | José Risticoni         | RBM (FN)                               | 2 767        | 10,27        |             |             |  |
|                | Romain Colonna         | FC                                     | 2 423        | 9,00         |             |             |  |
|                | Paul-Antoine Luciani   | FG (PCF)                               | 2 040        | 7,57         |             |             |  |
|                | Paul-Mathieu Leonetti  | CL                                     | 1 785        | 6,63         |             |             |  |
|                | Jean-Marc Cresp        | PRV                                    | 1 301        | 4,83         |             |             |  |
|                | Jean-Luc Albertini     | Divers (Campa u paese, campa u populu) | 346          | 1,28         |             |             |  |
|                | Yves Daïen             | LO                                     | 74           | 0,27         |             |             |  |
|                | Pierre-Noël Tucci      | GÉ (PRG)                               | 0            | 0,00         |             |             |  |
|                |                        |                                        |              |              |             |             |  |
| Inscrits       | Inscrits               | Inscrits                               | 47 854       | 100,00       | 47 853      | 100,00      |  |
| Abstentions    | Abstentions            | Abstentions                            | 20 576       | 43           | 18 934      | 39,57       |  |
| Votants        | Votants                | Votants                                | 27 278       | 57           | 28 919      | 60,43       |  |
| Blancs et nuls | Blancs et nuls         | Blancs et nuls                         | 346          | 1,27         | 1 074       | 3,71        |  |
| Exprimés       | Exprimés               | Exprimés                               | 26 932       | 98,73        | 27 845      | 96,29       |  |

### Élections de 2017
|                                                                                 |                                                    |                           |                           |                          |                          |
|                                                                                 |                                                    | Premier tour 11 juin 2017 | Premier tour 11 juin 2017 | Second tour 18 juin 2017 | Second tour 18 juin 2017 |
|                                                                                 |                                                    |                           |                           |                          |                          |
|                                                                                 |                                                    | Nombre                    | % des inscrits            | Nombre                   | % des inscrits           |
| Inscrits                                                                        | Inscrits                                           | 50 880                    | 100,00                    | 50 873                   | 100,00                   |
| Abstentions                                                                     | Abstentions                                        | 27 651                    | 54,35                     | 30 136                   | 59,24                    |
| Votants                                                                         | Votants                                            | 23 229                    | 45,65                     | 20 737                   | 40,76                    |
|                                                                                 |                                                    |                           | % des votants             |                          | % des votants            |
| Bulletins blancs                                                                | Bulletins blancs                                   | 331                       | 1,42                      | 1 056                    | 5,09                     |
| Bulletins nuls                                                                  | Bulletins nuls                                     | 200                       | 0,86                      | 789                      | 3,80                     |
| Suffrages exprimés                                                              | Suffrages exprimés                                 | 22 698                    | 97,71                     | 18 892                   | 91,10                    |
|                                                                                 |                                                    |                           |                           |                          |                          |
| Candidat Étiquette politique (partis et alliances)                              | Candidat Étiquette politique (partis et alliances) | Voix                      | % des exprimés            | Voix                     | % des exprimés           |
|                                                                                 |                                                    |                           |                           |                          |                          |
|                                                                                 | Jean-Jacques Ferrara Les Républicains              | 7 603                     | 33,50                     | 12 278                   | 64,99                    |
|                                                                                 | Maria Guidicelli La République en marche           | 4 872                     | 21,46                     | 6 614                    | 35,01                    |
|                                                                                 | Jean-Paul Carrolaggi Femu a Corsica                | 4 859                     | 21,41                     |                          |                          |
|                                                                                 | Francis Nadizi Front national                      | 2 756                     | 12,14                     |                          |                          |
|                                                                                 | Jacques Casamarta La France insoumise              | 1 559                     | 6,87                      |                          |                          |
|                                                                                 | Anissa-Flore Amziane Parti communiste français     | 627                       | 2,76                      |                          |                          |
|                                                                                 | Corinne Bucchini Avvene corsu                      | 153                       | 0,67                      |                          |                          |
|                                                                                 | Estelle Jaquet Lutte ouvrière                      | 113                       | 0,50                      |                          |                          |
|                                                                                 | Jérôme Bianchi Union populaire républicaine        | 109                       | 0,48                      |                          |                          |
|                                                                                 | Jean-Yves Santini Allons enfants !                 | 47                        | 0,21                      |                          |                          |
|                                                                                 | Jean-Jacques Comiti Divers                         | 0                         | 0,00                      |                          |                          |
| Source : Ministère de l'Intérieur - Première circonscription de la Corse-du-Sud |                                                    |                           |                           |                          |                          |

### Élections de 2022
| Résultats des élections législatives des 12 et 19 juin 2022 de la 1re circonscription de Corse-du-Sud |                                                    |                           |                           |                          |                          |
| |                                                    | Premier tour 12 juin 2022 | Premier tour 12 juin 2022 | Second tour 19 juin 2022 | Second tour 19 juin 2022 |
| |                                                    |                           |                           |                          |                          |
| |                                                    | Nombre                    | % des inscrits            | Nombre                   | % des inscrits           |
| Inscrits                                                                                              | Inscrits                                           | 52 268                    | 100                       | 52 261                   | 100                      |
| Abstentions                                                                                           | Abstentions                                        | 28 094                    | 53,75                     | 27 506                   | 52,63                    |
| Votants                                                                                               | Votants                                            | 24 174                    | 46,25                     | 24 755                   | 47,37                    |
| |                                                    |                           | % des votants             |                          | % des votants            |
| Bulletins blancs                                                                                      | Bulletins blancs                                   | 295                       | 1,22                      | 957                      | 3,87                     |
| Bulletins nuls                                                                                        | Bulletins nuls                                     | 220                       | 0,91                      | 590                      | 2,38                     |
| Suffrages exprimés                                                                                    | Suffrages exprimés                                 | 23 659                    | 97,87                     | 23 208                   | 93,75                    |
| |                                                    |                           |                           |                          |                          |
| Candidat Étiquette politique (partis et alliances)                                                    | Candidat Étiquette politique (partis et alliances) | Voix                      | % des exprimés            | Voix                     | % des exprimés           |
| |                                                    |                           |                           |                          |                          |
| | Laurent Marcangeli Ensemble                        | 7 972                     | 33,70                     | 12 013                   | 51,76                    |
| | Romain Colonna Régionalistes                       | 4 135                     | 17,48                     | 11 195                   | 48,24                    |
| | Nathaly Antona Rassemblement national              | 3 003                     | 12,69                     |                          |                          |
| | Jean-Paul Carrolaggi Régionalistes                 | 3 002                     | 12,69                     |                          |                          |
| | Michel Mozziconacci Divers centre                  | 2 193                     | 9,27                      |                          |                          |
| | Robin De Mari Divers gauche                        | 1 281                     | 5,41                      |                          |                          |
| | David Quintela Reconquête                          | 738                       | 3,12                      |                          |                          |
| | Anissa-Flore Amziane Divers gauche                 | 522                       | 2,21                      |                          |                          |
| | Angélique Susini Divers gauche                     | 353                       | 1,49                      |                          |                          |
| | Pascale Bizzari Écologistes                        | 207                       | 0,87                      |                          |                          |
| | Walter Lippler Droite souverainiste                | 174                       | 0,74                      |                          |                          |
| | Claire Lainez Extrême gauche                       | 79                        | 0,33                      |                          |                          |

### Élections de 2024
| Candidat                 | Candidat                 | Parti et coalition       | Nuance                   | Premier tour | Premier tour | Second tour | Second tour |
| Candidat                 | Candidat                 | Parti et coalition       | Nuance                   | Voix         | %            | Voix        | %           |
| ------------------------ | ------------------------ | ------------------------ | ------------------------ | ------------ | ------------ | ----------- | ----------- |
|                          | Ariane Quarena           | RN                       | RN                       | 10 377       | 31,20        | 12 164      | 36,80       |
|                          | Laurent Marcangeli       | HOR - CCB (ENS)          | ENS                      | 10 210       | 30,70        | 20 893      | 63,20       |
|                          | Romain Colonna           | FaC (R&PS)               | REG                      | 5 601        | 16,84        |             |             |
|                          | Marc-Antoine Leroy       | PCF (NFP)                | COM                      | 3 125        | 9,40         |             |             |
|                          | Emmanuelle Dominici      | CF                       | REG                      | 1 533        | 4,61         |             |             |
|                          | Lisandru Luciani         | MP                       | REG                      | 1 202        | 3,61         |             |             |
|                          | Jean-François Luciani    | PNC (R&PS)               | REG                      | 1 078        | 3,24         |             |             |
|                          | Didier Quilichini        | LO                       | DXG                      | 133          | 0,40         |             |             |
|                          |                          |                          |                          |              |              |             |             |
| Votes valides            | Votes valides            | Votes valides            | Votes valides            | 33 259       | 98,29        | 33 057      | 95,38       |
| Votes blancs             | Votes blancs             | Votes blancs             | Votes blancs             | 370          | 1,09         | 1 004       | 2,90        |
| Votes nuls               | Votes nuls               | Votes nuls               | Votes nuls               | 210          | 0,62         | 559         | 1,73        |
| Total                    | Total                    | Total                    | Total                    | 33 839       | 100          | 34 660      | 100         |
| Abstention               | Abstention               | Abstention               | Abstention               | 18 651       | 35,53        | 17 827      | 33,96       |
| Inscrits / participation | Inscrits / participation | Inscrits / participation | Inscrits / participation | 52 490       | 64,47        | 52 487      | 66,04       |

#### 1er Tour
Lors de cette élection législative, huit candidats sont présents.
La candidate RN Ariane Quarena arrive en tête de ce premier tour avec 31,20% des voix exprimées et se qualifie donc pour le second tour.
Arrivant en seconde position, Laurent Marcengeli (SE) réunit 30,70% des voix exprimées et se qualifie lui aussi au tour suivant.

#### 2ème Tour
Le député sortant Laurent Marcangeli (Horizons) arrive en tête du second tour avec 63,20% des voix exprimés. Il remporte donc cette élection face à la candidate RN Ariane Quarena, et reste conc député de la circonscription.

#### Département de la Corse-du-Sud
- La fiche de l'INSEE de cette circonscription : « Tableaux et Analyses de la première circonscription de la Corse-du-Sud », sur insee.fr, site de l'Institut national de la statistique et des études économiques (consulté le 10 juin 2007) [PDF]

- « Tous les députés du département de la Corse-du-Sud depuis 1789 » [archive du 30 septembre 2007], sur assemblee-nationale.fr, site de l'Assemblée nationale française (consulté le 10 juin 2007)

- « Informations contentieuses sur le département de la Corse-du-Sud (Élections législatives de 2002) »(Archive.org • Wikiwix • Archive.is • Google • Que faire ?), sur conseil-constitutionnel.fr, site du Conseil constitutionnel (consulté le 13 juin 2007)

#### Circonscriptions en France
- « Carte des circonscriptions législatives en France », sur assemblee-nationale.fr, site de l'Assemblée nationale française (consulté le 10 juin 2007)

- « Résultats électoraux officiels en France », sur interieur.gouv.fr, site du ministère de l'Intérieur (France) (consulté le 13 juin 2007)

- Description et Atlas des circonscriptions électorales de France sur http://www.atlaspol.com, Atlaspol, site de cartographie géopolitique, consulté le 13 juin 2007.